# إليا بيتكوفيتش
إليا بيتكوفيتش (بالسيريلية الصربية: Илија Петковић)، من مواليد 22 سبتمبر 1945، لاعب كرة قدم يوغسلافي سابق، ومدرب كرة قدم يوغسلافي حالي.
لعب مع منتخب يوغسلافيا لكرة القدم. درب فريق لاتسيو روما الإيطالي في أواخر أيامه، وقدم معه نتائج طيبة.

## روابط خارجية
- إليا بيتكوفيتش على موقع الاتحاد الدولي (مؤرشف)  (الإنجليزية)
- إليا بيتكوفيتش على موقع الاتحاد الأوربي (الإنجليزية)
- إليا بيتكوفيتش على موقع دوري كوريا الجنوبية (الإنجليزية)
- إليا بيتكوفيتش على موقع قاعدة بيانات كرة القدم.إي يو (الإنجليزية)
- إليا بيتكوفيتش على موقع ناشيونال فوتبول تيمز (الإنجليزية)
- إليا بيتكوفيتش على موقع Soccerway.com (الإنجليزية)
- إليا بيتكوفيتش على موقع عالم كرة القدم.نت (الإنجليزية)